# Cristian Savani

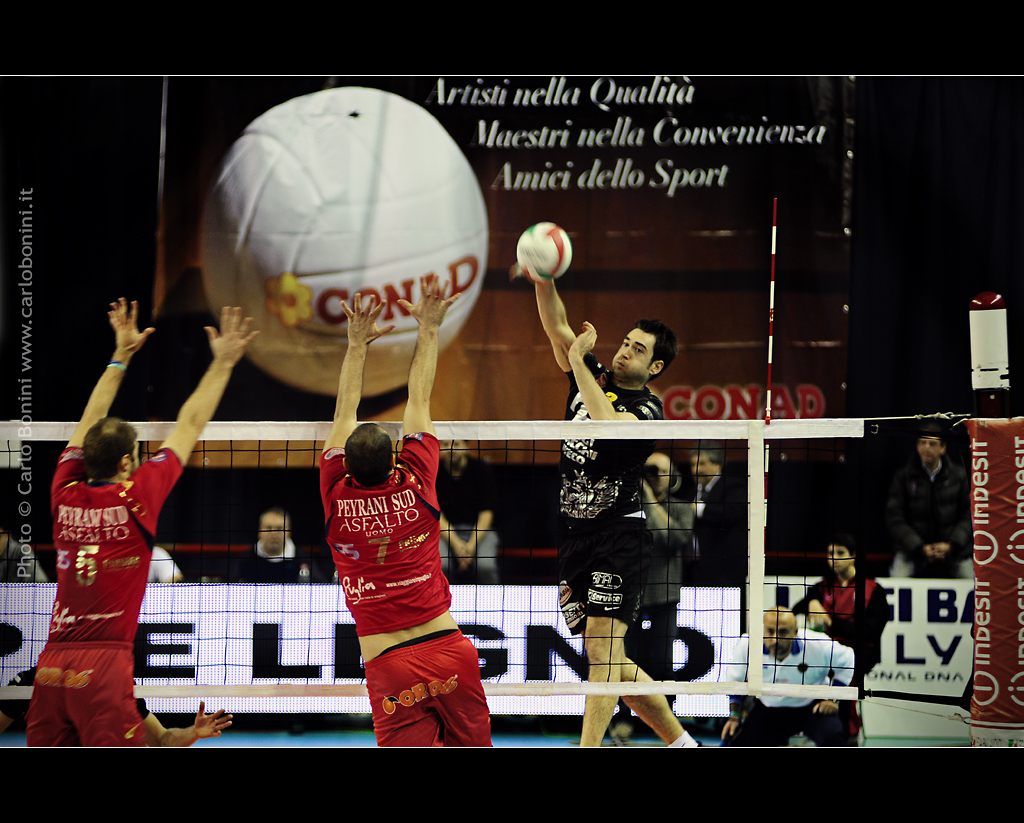
Cristian Savani zawodnikiem RPA LuigiBacchi.it Perugia podczas ataku z lewego skrzydła w meczu z Prisma Taranto w sezonie Serie A1 2009/2010

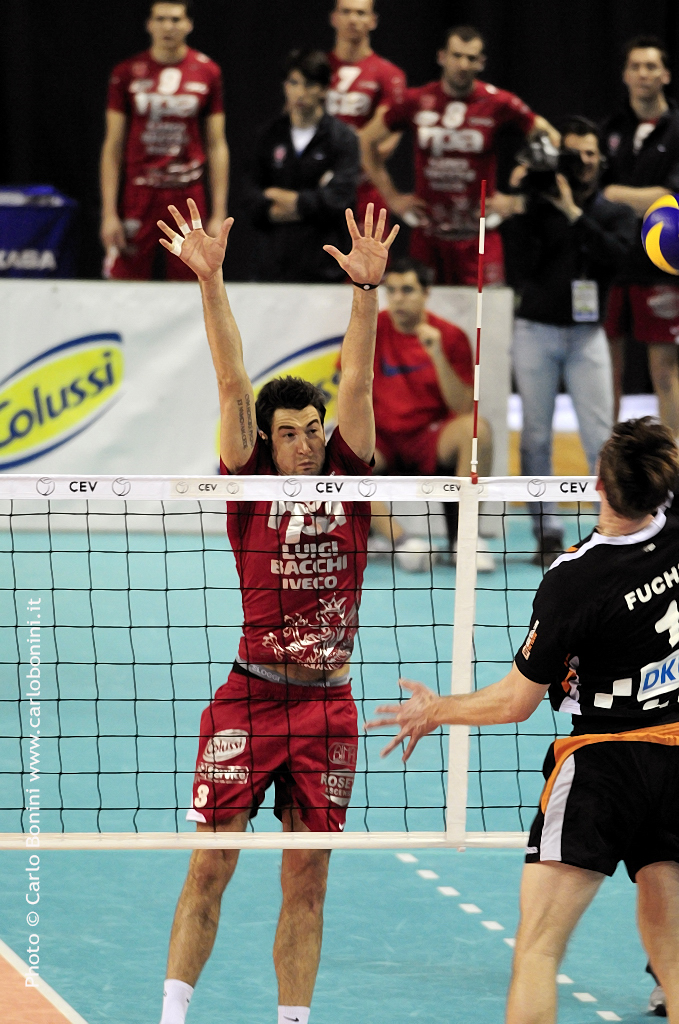
Cristian Savani podczas wyskoku do bloku przeciwko drużynie SCC Berlin w półfinale Pucharu Challenge 2010

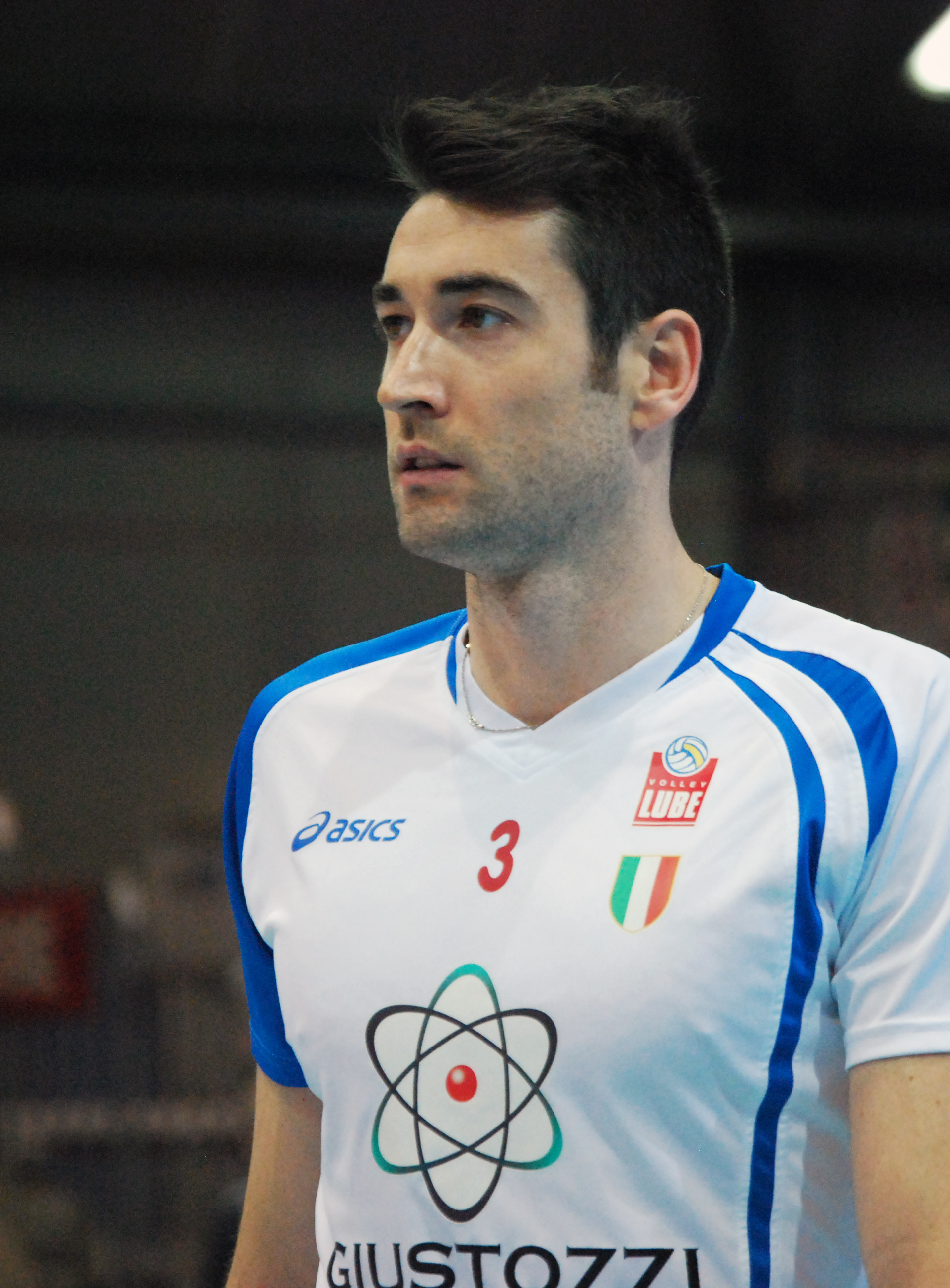
Cristian Savani zawodnikiem Lube Banca Marche Macerata w sezonie 2012/2013

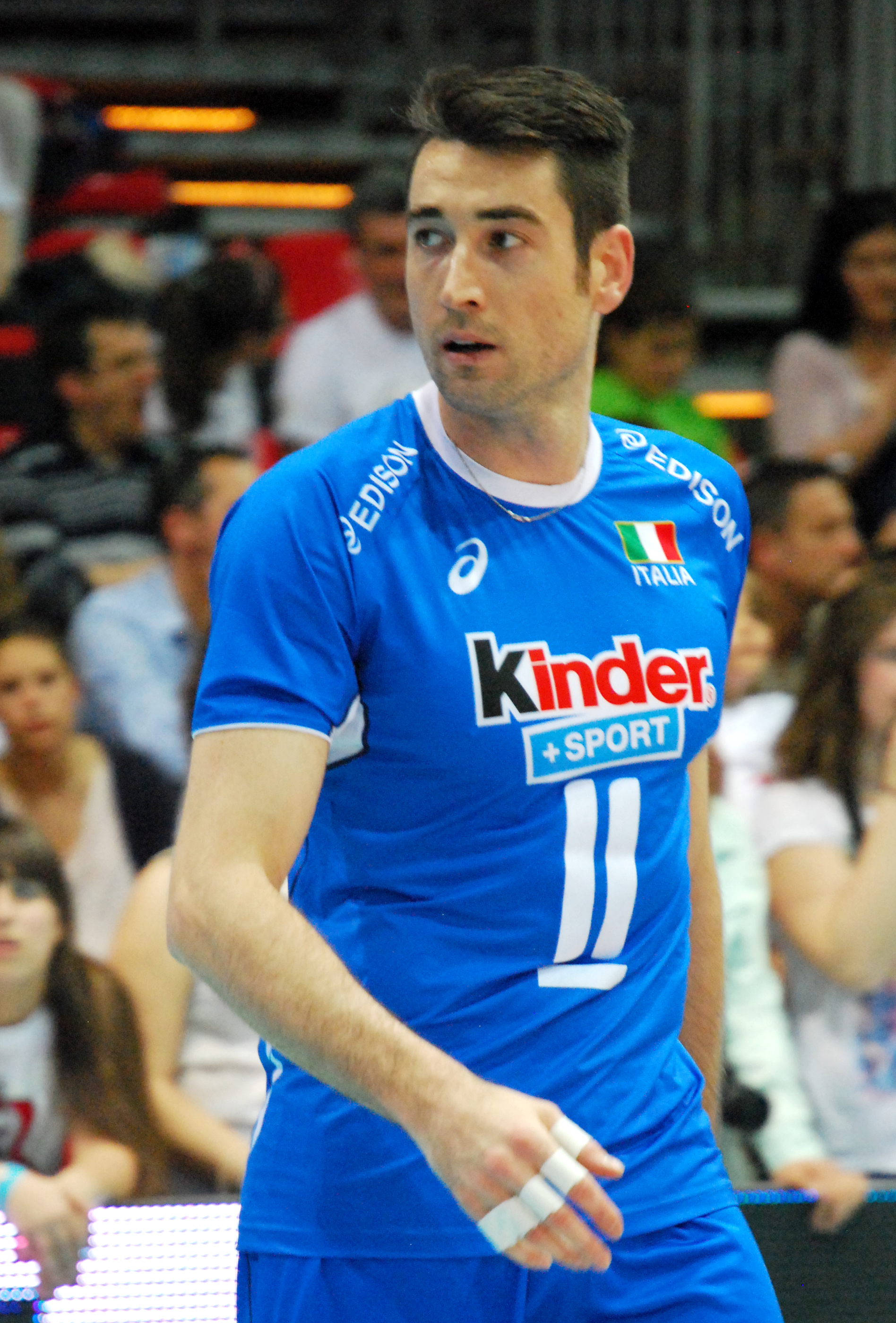
Cristian Savani reprezentantem Włoch w 2013 roku

Cristian Savani (ur. 22 lutego 1982 w Castiglione della Stiviere) – włoski siatkarz, reprezentant kraju, grający na pozycji przyjmującego. 

## Życie prywatne
Jego żoną jest Mihaela, córka Ljubomira Travicy i siostra Dragana. 4 kwietnia 2013 parze urodziła się córka Mia.

## Kariera seniorska
| Sezon                     | Klub                       |
| 2001/2002                 | Bossini Gabeca Montichiari |
| 2002/2003                 | Bossini Gabeca Montichiari |
| 2003/2004                 | Bossini Gabeca Montichiari |
| 2004/2005                 | Itas Diatec Trentino       |
| 2005/2006                 | Itas Diatec Trentino       |
| 2006/2007                 | M. Roma Volley             |
| 2007/2008                 | M. Roma Volley             |
| 2008/2009                 | RPA LuigiBacchi.it Perugia |
| 2009/2010                 | RPA LuigiBacchi.it Perugia |
| 2010/2011                 | Lube Banca Marche Macerata |
| 2011/2012                 | Lube Banca Marche Macerata |
| 2012/2013                 | Lube Banca Marche Macerata |
| 2013/2014                 | Shanghai Tang Dynasty      |
| 2013/2014                 | Ar-Rajjan SC               |
| 2014/2015                 | Shanghai Golden Age        |
| 2014/2015                 | Ar-Rajjan SC               |
| 2015/2016                 | Shanghai Golden Age        |
| 2016/2017                 | Ziraat Bankası Ankara      |
| 2017/2018                 | Taiwan Excellence Latina   |
| 2018/2019 (do 23.12.2018) | Calzedonia Werona          |
| 2018/2019 (od 24.12.2018) | Emma Villas Siena          |
| 2019/2020                 | Al-Szabab Dubaj            |

## Sukcesy klubowe
Puchar CEV:
- 2008

Puchar Challenge:
- 2010, 2011

Mistrzostwo Włoch:
- 2012

Superpuchar Włoch:
- 2012

Klubowe Mistrzostwa Azji:
- 2014

Mistrzostwo Chin:
- 2015, 2016
- 2014

## Sukcesy reprezentacyjne
Liga Światowa:
- 2004
- 2003, 2013

Mistrzostwa Europy:
- 2003, 2005
- 2011, 2013

Puchar Wielkich Mistrzów:
- 2005

Memoriał Huberta Jerzego Wagnera:
- 2011
- 2009

Igrzyska Olimpijskie:
- 2012

## Nagrody indywidualne
- 2009: Najlepszy atakujący Memoriału Huberta Jerzego Wagnera
- 2010: Najlepszy zagrywający turnieju finałowego Pucharu Challenge
- 2011: MVP Memoriału Huberta Jerzego Wagnera
- 2011: Najlepszy zagrywający Pucharu Świata
- 2012: Najlepszy zagrywający Igrzysk Olimpijskich w Londynie
- 2014: Najlepszy przyjmujący Klubowych Mistrzostw Azji
- 2015: MVP w finale Mistrzostw Chin